# Les Affameurs
Pour plus de détails, voir Fiche technique et Distribution.
Les Affameurs (Bend of the River) est un film américain réalisé par Anthony Mann sorti en 1952. C'est le premier film tourné en Technicolor par Mann et le deuxième des cinq films du cycle de westerns d'Anthony Mann avec James Stewart après Winchester '73 (1950). Tourné lors de l'été 1951, le film est présenté en première mondiale à Portland, dans l'Oregon, lieu de tournage d'une partie du film, en janvier 1952.
Adapté du roman de Bill Gulick Bend of the Snake (1950) par Borden Chase, le film retrace le convoi de pionniers dans les années 1840 en Oregon pour coloniser les territoires vierges, cultiver des terres et bâtir une ville.
L'acteur principal, James Stewart, a passé un marché avec Universal-International afin d'être intéressé aux recettes du film en échange d'un salaire plus faible. À sa sortie en salle, le film connaît le succès, avec près de 3 000 000 dollars de recettes aux États-Unis.

## Synopsis

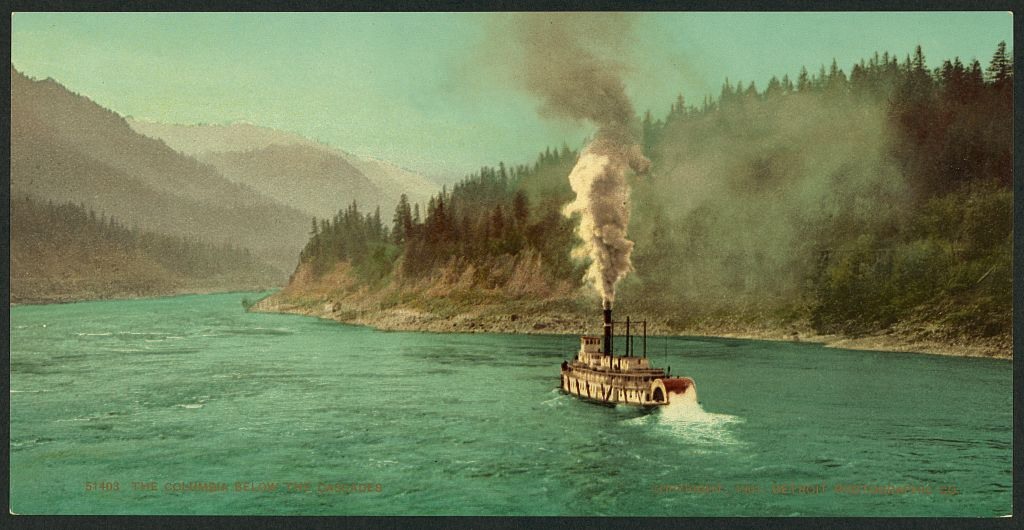
Un bateau à vapeur sur le fleuve Columbia. Les pionniers prennent le bateau à vapeur à Portland en direction de rapides.

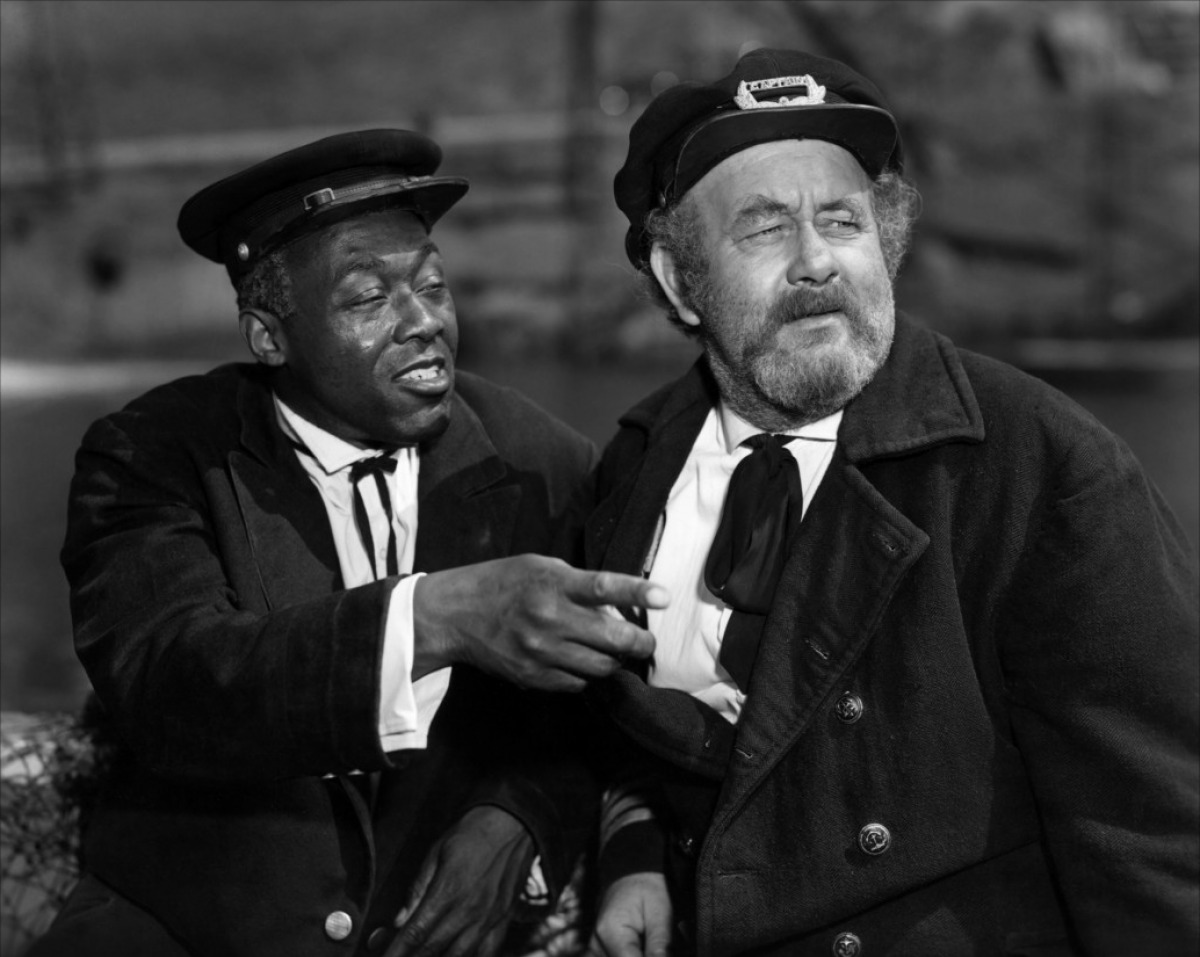
Chubby Johnson (le capitaine Mello, à d.) avec Stepin Fetchit (à g.), dans Les Affameurs.

En 1846, Dick McLyntock mène un convoi de pionniers dans les montagnes de l'Oregon pour y coloniser les territoires vierges, cultiver des terres et bâtir une ville. Parti en éclaireur, McLyntock tombe sur une scène de pendaison et sauve John Emerson accusé du vol d'un cheval. John se rend vite compte que McLyntock est l'un des plus célèbres pillards de la frontière du Missouri. À l'occasion d'une attaque d'Indiens, McLyntock se révèle d'un sang-froid et d'une adresse aussi inouïe que suspecte. Au cours de l'attaque, Laura Baile, la fille du responsable du convoi Jeremy Baile, est blessée. John et McLyntock conviennent d'escorter la caravane ensemble jusqu'à Portland. Ils se lient d'amitié, mais avec une prudente et étrange retenue. Arrivés à Portland, Jeremy Baile et les colons affrètent un bateau à vapeur. Ils achètent de la nourriture qui doit leur être livrée pour le début septembre, avant les neiges, auprès du négociant local Hendricks. La fille de Baile est soignée par le capitaine du bateau à vapeur et restera pour sa convalescence à Portland. John reste également à Portland. Une fois arrivés dans la vallée, les colons développent leur ville.
Mi-octobre, alors que les premières neiges sont sur le point de tomber, la nourriture achetée pour 5 000 dollars à Hendricks n'est toujours pas livrée. McLyntock et Baile retournent à Portland. Ils trouvent la ville transformée par la ruée vers l'or. Les biens alimentaires ont été frappés par l'inflation. Avec l'aide du capitaine Mello, McLyntock et Baile chargent le bateau à vapeur des biens que les colons avaient achetés au négociant. McLyntock va trouver Hendricks, qui refuse de livrer les provisions dues, les gardant pour plus offrant. Grâce à l'intervention de John et de son protégé Harry Wilson, McLyntock échappe aux hommes de main d'Hendricks. Hendricks part à la poursuite de McLyntock afin de récupérer les biens. McLyntock débarque sur les berges de la rivière, quelques kilomètres avant les rapides afin d'échapper aux hommes d'Hendricks. Pour charger le bateau à vapeur, McLyntock a recruté quelques ivrognes, dont la cupidité se révélera au cours du voyage.

## Fiche technique
- Titre original : Bend of the River (littéralement La Courbe de la rivière)
- Titre français : Les Affameurs
- Autre titre francophone : La Caravane vers l'Ouest[2]
- Réalisation : Anthony Mann
- Scénario : Borden Chase, d'après le roman Bend of the Snake de Bill Gulick
- Production : Aaron Rosenberg et Frank Cleaver
- Direction artistique : Bernard Herzbrun et Nathan Juran
- Décors : Russell A. Gausman et Oliver Emert
- Costumes : Rosemary Odell
- Photographie : Irving Glassberg
- Son : Leslie I. Carey et Joe Lapis
- Montage : Russell F. Schoengarth
- Musique : Hans J. Salter
- Musique additionnelle : Frank Skinner (non crédité)
- Société de production : Universal International Pictures
- Sociétés de distribution : Universal-International  États-Unis, Universal  France, Universal Pictures  Canada
- Pays de production :  États-Unis
- Langue originale : anglais
- Format : couleur (Technicolor) — 35 mm — 1,37:1 —  son Mono (Western Electric Recording)
- Genre : western
- Durée : 91 minutes
- Dates de sortie : 
  - États-Unis : 23 janvier 1952 (première dans l'Oregon), 9 avril 1952 (exploitation nationale)
  - France : 27 mai 1952
- Affiche : Constantin Belinsky (France)

## Distribution

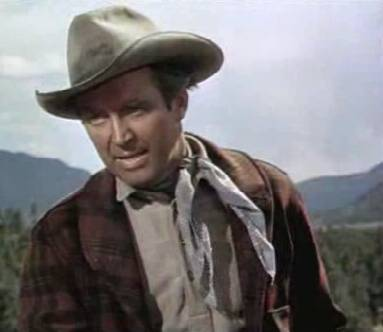
James Stewart (ici dans L'Appât en 1953) interprète le rôle de Dick McLynctock.

- James Stewart (VF : Roger Till) : Glyn McLyntock (Dick Mc Lanyck en VF)
- Arthur Kennedy (VF : Marc Cassot) : Emerson Cole (John Emerson en VF)
- Rock Hudson (VF : Claude Bertrand) : Trey Wilson (Harry Wilson en VF)
- Julie Adams (VF : Thérèse Rigaut) : Laura Baile
- Lori Nelson (VF : Nelly Benedetti) : Marjie Baile
- Jay C. Flippen (VF : Pierre Morin) : Jeremy Baile
- Howard Petrie (VF : Jean-Henri Chambois) : Tom Hendricks
- Chubby Johnson (VF : Raymond Rognoni) : le capitaine Mello
- Jack Lambert (VF : Raymond Loyer) : Red
- Harry Morgan (VF : Pierre Leproux) : Shorty
- Royal Dano : Long Tom
- Stepin Fetchit (VF : Habib Benglia) : Adam
- Frank Ferguson (VF : Léonce Corne) : Tom Grundy
- Cliff Lyons (VF : René Blancard) : Willie
- Frances Bavier : Madame Prentiss
- Frank Chase : Wasco

### Non crédités
- Victor Adamson : un ivrogne
- Philo McCullough : un prospecteur
- Dal McKennon : un mineur
- Jennings Miles (VF : Paul Forget) : Lock
- George North (VF : Jean Clarieux) : le trappeur
- Lillian Randolph : tante Tildie

## Production

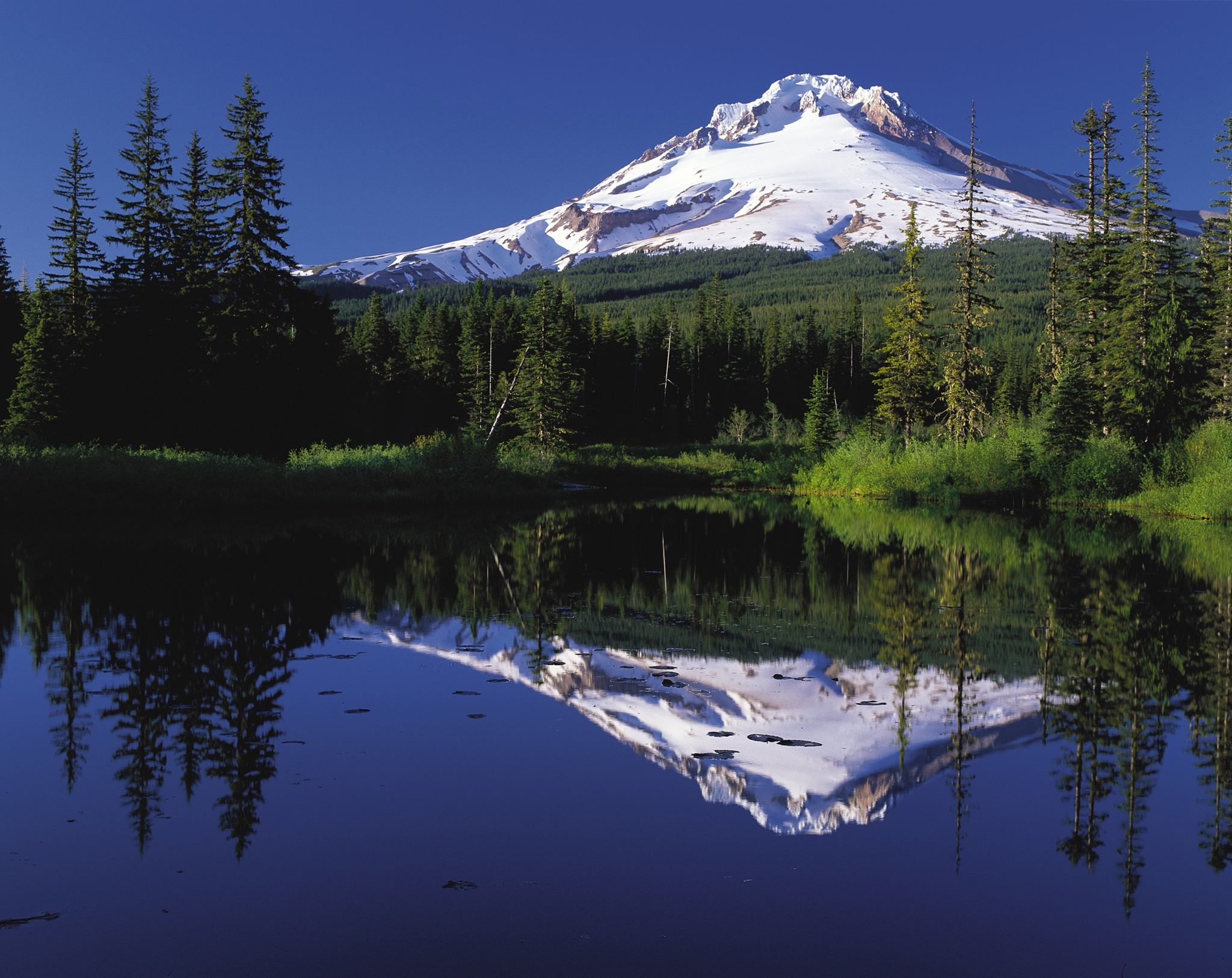
Le Mont Hood est l'un des lieux de tournage.

### Acquisition des droits et scénario
Le roman de Bill Gulick Bend of the Snake sort en 1950 aux États-Unis. L'agent de Gulick lui fait part d'une offre de 3 000 dollars pour adapter le roman au cinéma. Il décline, trouvant l'offre insuffisante. Une nouvelle offre est faite, de 4 000 dollars : il décline à nouveau. Son agent lui apporte une troisième offre, de 5 000 dollars, d'une « petite compagnie » Revue Productions. Revue Productions, maintenant connue sous le nom d'Universal Television, est alors une filiale de MCA. MCA rachète en 1962 Decca Records propriétaire d'Universal Pictures. Une semaine après la signature du contrat, Gulick apprend que Revue Productions a cédé les droits à Universal-International dans un article de Los Angeles Times.
Le scénariste Borden Chase, l'acteur James Stewart et le réalisateur Anthony Mann ont déjà collaboré pour le film Winchester '73 (1950). Chase refuse de travailler au départ sur l'adaptation du roman Bend of the Snake (1950) de Bill Gulick que Stewart a acquis en 1950 avec Universal-International,. Chase lit le livre, mais n'y voit aucun rôle-titre pour l'acteur,. Stewart avouera n'avoir lu que la jaquette de la couverture et s'être basé sur une opinion publique favorable,. Finalement, Chase écrit une histoire différente du roman et ne gardera, pour des raisons juridiques, que les trois premiers mots du titre Bend of the…  pour le titre du film en version originale,. L'autorisation de l'auteur n'était pas nécessaire. Le scénario joue sur deux histoires qui vont finir par se confondre avec d'un côté la marche des colons et de l'autre une amitié contrariée.

### Distribution
James Stewart tient le rôle principal du film. L'acteur a passé avec la société de production Universal-International un marché sur l'intéressement aux recettes du film en échange d'un salaire réduit. Le rôle du méchant est confié à Arthur Kennedy qui rejoindra à nouveau Mann et Stewart sur le tournage de L'Homme de la plaine (1955) qui clôt leur collaboration. Rock Hudson fait ses premières armes avec un petit rôle dans Winchester '73 puis dans Les Affameurs où il interprète un joueur de poker.

### Réalisation
Les Affameurs est le premier film de Mann réalisé en Technicolor. Universal-International sous l'égide de William Goetz insiste sur la production de film en Technicolor. Le tournage est programmé pour l'été 1951 entre le 26 juillet et le 13 septembre 1951,. Le film est tourné sur le fleuve Columbia, le mont Hood, Timberline Lodge et la Sandy River. C'est le scénariste Chase qui choisit les lieux de tournage.
Mann utilise des cadrages serrés à hauteur des acteurs. Il ne néglige aucun son, tel que les jurons des conducteurs de chariot, le craquement du bois des chariots. En opposition, il filme également des panoramas du fleuve Columbia ou du mont Hood.

## Exploitation

### Promotion, distribution vidéo et exploitation télévisuelle
Pour la sortie du film, une première est organisée à Portland, Oregon aux États-Unis le 23 janvier 1952. Lors de la sortie du film à Portland, Bill Gulick achète une page de publicité et y déclare ceci : 

« La seule chose qui m'appartient dans ce film, ce sont les trois premiers mots du titre, Bend of the. En dehors de cela, oubliez-le. »

— Bill Gulick
Le film sort sur les écrans de Los Angeles le 29 février 1952 et de New-York le 9 avril 1952. En France, le film sort en mai 1952. Sa diffusion en salle est reprise le 27 juillet 2005. Le film sort en VHS en 1999 en France. Il ressort en DVD le 6 mai 2003 aux États-Unis et le 20 juillet 2004 en France.

### Accueil critique
Antoine de Baecque de Libération salue la maîtrise de la couleur pour sa première utilisation. Néanmoins, il regrette le « caractère univoque du héros, bon et généreux du début à la fin malgré son passé de voyou. Si bien que c'est le seul des westerns « stewartiens » d'Anthony Mann où on lui préfère son alter ego en salaud, le très ambigu Arthur Kennedy, qui finit noyé dans la rivière ».
Les Affameurs est sélectionné par les auteurs du livre Les 100 chefs-d'œuvre du Western (1989). Ils y notent l'agilité de la caméra de Mann, et qu'il parvient à « saisir l'essence de ces voyageurs aventureux, leur peine et leur volonté. On peut presque sentir la sueur et les larmes dégoulinant des vêtements souillés par l'effort ». Ils remarquent que la « violence essentielle dans l'œuvre d'Anthony Mann (...) déboule toujours soudainement, jamais gratuite ni sublimée. Simplement obligatoire ».

### Box-office
| Pays       | Box office        |
| ---------- | ----------------- |
| États-Unis | 3 000 000 dollars |
| France     | 1 190 727 entrée  |

Le film fait un très bon score au box-office en 1952 aux États-Unis avec 3 000 000 dollars de recettes. En France, le film a été vu par 1 190 727 spectateurs lors de son exploitation en salle.

## Erreur du film
Lorsque la jeune fille, Laura Baile, est blessée par une flèche, la flèche se plante sous le col de la chemise. La flèche est ensuite coupée et laisse une pointe plantée bien plus haut au niveau de l'épaule.

## Analyse

### Le western selon Mann
Le film illustre parfaitement le western selon Mann, où les héros sont des personnages complexes, dont l'histoire comporte des taches ou des zones d'ombre, mais en quête de rédemption. Les parcours et les situations des héros de Mann sont complexes, et l'incontournable conflit inhérent au western doit autant à des antagonismes de personnes qu'à des conflits intérieurs. Dans Les Affameurs, il s'agit de suivre un chemin sur lequel les personnes doivent changer. Ainsi, la plupart des personnages changent, cela est basé autour de la dualité ou la possibilité du changement autant du bien vers le mal que du mal vers le bien. Bernard Benoliel dans l'article Anthony Mann : Le compte est bon explique que certains héros manniens refusent la voie de la modernité « et choisissent de mourir, d'autres s'adaptent (les films avec James Stewart) ; ils s'adaptent comme ils peuvent à un monde différent, moins vaste, plus étriqué jusqu'à se fondre dans un décor anonyme ».

### Les personnages et le décor
Ancien bandit, le personnage Glyn McLyntock (James Stewart) a changé avant le début du film, mais il doit travailler sur son passé. Lorsque sa vie est menacée, McLyntock accepte un couteau lancé par Emerson Cole (Arthur Kennedy) et saute sur un homme voulant le tuer rapidement et efficacement. Seul le cri de Laura Baile (Julie Adams), qui l'aime, l'arrête. Il déverse une puissance maléfique dans un discours vers Cole qui vient de voler les provisions des colons.

« On se reverra. Tu me reverras, crois-moi. Chaque fois que tu seras prêt à t'endormir, tu fouilleras l'obscurité en te demandant si je n'y suis pas à l'affût en train de t'épier dans un coin. Une nuit, j'y serai précisément. On se reverra. »

— Glyn McLyntock (James Stewart)

Jeremy Baile (Jay C. Flippen), le vieux colon, ne croit pas qu'un homme peut changer en bien. Il a des préjugés à l'encontre d'hommes comme McLyntock ou Cole. Mais, il apprend qu'il a tort. William Darby dans Anthony Mann: The Film Career note que Baile est la « voix de la société et de la conscience ». Laura Baile (Julia Adams) est attirée par le méchant et son mode vie. « Je me plais ici », dit-elle à McLyntock lorsqu'il revient à Portland. Elle rejette Cole lorsqu'il révèle sa vraie nature. L'un des mineurs demande à Cole s'il est avec eux pour le vol de la marchandise. « C'est vous qui êtes avec moi », répond-il. Peu après, Cole et Laura Baile ont une confrontation devant un chariot. 

« Enfin, j'ai eu la chance de vous voir, tel que vous êtes vraiment. (...) J'en suis révoltée. »

— Laura Baile (Julia Adams)
La femme se rend compte de la nature profonde de l'homme duquel elle est amoureuse. Trey Wilson (Rock Hudson) passe d'un escroc de jeu à un mari potentiel pour la fille cadette de Jeremy Baile. Le changement de personnalité est également présent sur les rôles secondaires, tel que les mineurs engagés par McLyntock à Portland. Ceux-ci passent de mineurs pacifiques à des voleurs et meurtriers. Le personnage d'Adams interprété par Stepin Fetchit est considéré comme le stéréotype négatif des Afro-Américains par l'auteur du roman Bill Gulick.
Les personnages Glyn McLyntock (James Stewart) et Emerson Cole (Arthur Kennedy) sont identiques et inséparables au début du film. Ces deux personnages peuvent être confondus. Jusqu'à ce que McLyntock noie Cole dans l'eau miroitante de la rivière. McLyntock se dédouble et ensevelit son passé en refoulant sa part sauvage. Ainsi, il fait disparaître son ancienne personnalité qui n'est plus en rapport avec les nouvelles habitudes de vie qu'il a prises. Jeanine Basinger note dans la biographie Anthony Mann, que l'eau et la lumière sont deux éléments purificateurs et que « le démon est évacué au cours d'un violent rite de purification ». Bernard Benoliel dans l'article Anthony Mann : Le compte est bon note que dans le premier plan du film, « des chevaux et des chariots se dirigent vers une montagne inscrite en perspective, encore accessible. Finalement, les mêmes chariots arrivent à bon port et, comme en parallèle ou en transparence, au loin une montagne encore » et explique qu'il s'agit « d'un monde de plus en plus hors de portée » et que la distance à la montagne augmente.

### Des histoires qui se ressemblent
Antoine de Baecque de Libération note que « le point de départ est presque le même que celui de Je suis un aventurier (1955) : un meneur de convoi qui compte enfin se caser mène une dernière caravane de fermiers vers l'Oregon. Trahi, il doit se venger pour conquérir l'amour d'une femme ».
Lors d'une interview destinée aux Cahiers du cinéma, Jean-Claude Missiaen demande à Mann : « Est-ce pour accentuer la faiblesse physique du personnage que Stewart est souvent blessé dans vos films ? », en citant « une balle dans la jambe dans L'Appât, une dans la main dans L'Homme de la plaine ». Mann lui explique que « c'est un point très important. Je crois que la force d'un personnage apparaît clairement au public dans une scène qui prouve l'existence de cette force. Dans Les Affameurs par exemple, quand, au sommet du Mont Hood, la caravane l'abandonne dans la neige, Jimmy se tourne vers son ennemi et lui dit : « Je te retrouverai, quoi qu'il arrive » ; et le public se rend alors compte qu'il le retrouvera parce que, quels que soient les obstacles dont il devra triompher, il fera face et le public désire qu'il le retrouve : à ce moment, il devient un personnage fort. Il en est de même dans Winchester 73, lorsqu'il dit : « J'aurai mon frère, quand bien même ce serait la dernière chose que je ferai ! » Oui, la force d'un personnage n'est pas dans sa manière de distribuer les uppercuts ou de faire saillir ses muscles : elle est dans sa personnalité, c'est la force de sa détermination ». « C'est par la juxtaposition de la nature, des montagnes, des rivières, de la poussière que le drame s'intensifie », note Mann en parlant de L'Homme de la plaine. « Cela fait longtemps que j'ai découvert l'importance des décors et des extérieurs. Ce sont eux qui vous donnent des idées. […] La lutte des éléments entre eux, ou la lutte contre les éléments, donne de bons résultats. II faut que les acteurs et l'équipe technique luttent contre quelque chose. La neige est un élément très utile et permet d'obtenir beaucoup d'effets plastiques. Et puis il y a la respiration des chevaux et des acteurs, les difficultés du terrain, le combat pour vaincre ces difficultés. Dans un studio on ne peut rien obtenir de tel. D'ailleurs les acteurs aiment ce genre de tournage et la liberté est plus grande. La compagnie n'est pas là pour vous embêter et vous pouvez faire ce que vous voulez ».